# El capitán Malacara
El capitán Malacara es una película de aventura mexicana de 1945 dirigida por Carlos Orellana y protagonizada por Pedro Armendáriz y Manolita Saval. 

## Argumento
Un militar se propone odiar a las mujeres, ya que ellas fueron la causa del suicidio de su hermano. Tras seducir a una joven, parte a luchar con unos rebeldes, donde es herido de bala y un grupo de mujeres lo ayudan, lo que pondrá en duda la continuidad de su promesa de odiar a las mujeres. Surgirán también complicaciones cuan la joven que sedujo oculta su aventura y se casa con otro.

## Reparto
- Pedro Armendáriz
- Manolita Saval
- Armando Soto La Marina
- Amelia Wilhelmy
- Mimí Derba
- Elena D'Orgaz
- Ramón Vallarino
- Luis Alcoriza
- Roberto Cañedo
- Lauro Benítez
- Manolo Noriega
- Ramiro Gómez Kemp
- Consuelo Segarra
- Velia Martínez